# Relaciones Japón-Rusia
Las relaciones internacionales entre la Federación de Rusia y el Estado de Japón son una continuación de las relaciones soviético-japonesas. Las relaciones entre las dos naciones son dificultadas principalmente por una disputa de las Islas Kuriles. Este, y varios conflictos más pequeños, impidieron a ambos países firmar un tratado de paz después de la Segunda Guerra Mundial. Desde 2006 estos asuntos permanecen sin resolver.
El gobierno de Borís Yeltsin asumió el poder en Rusia a finales de 1991 tras la disolución de la Unión Soviética. Otra vez, Moscú adoptó una actitud en oposición firme a devolver los territorios disputados a Japón. Aunque Japón se uniera con el Grupo de Siete naciones industrializadas en el suministro de un poco de ayuda técnica y financiera a Rusia, las relaciones permanecieron pobres. En septiembre de 1992, el presidente ruso Boris Yeltsin pospuso una visita prevista a Japón. La visita ocurrió en octubre de 1993. Él no hizo ninguna concesión adicional en la disputa de las cuatro islas al norte de Hokkaido de los Territorios del Norte, un obstáculo principal en las relaciones japonesas-rusas, pero consintió realmente en cumplir con la promesa soviética de 1956 de devolver las dos áreas (Shikotan y las Islas Habomai) de los Territorios del Norte a Japón. Yeltsin también pidió perdón repetidamente por el maltrato soviético a prisioneros de guerra japoneses tras la Segunda Guerra Mundial. En marzo de 1994, el entonces ministro de asuntos exteriores japonés Hata Tsutomu visitó Moscú y se encontró con el ministro de asuntos exteriores ruso Andrei Kozyrev y otros altos funcionarios. Los dos lados consintieron en buscar una resolución sobre la disputa de Territorios del Norte existente desde hace mucho tiempo, pero la resolución de la disputa no es esperada en el futuro próximo. A pesar de la disputa territorial, Hata ofreció un poco de apoyo financiero a los rusos orientado por las reformas económicas de mercado. El 30 de julio de 1998, el recién elegido primer ministro japonés Keizo Obuchi se había centrado en cuestiones importantes: la firma de un tratado de paz con Rusia, y la renovación de la economía japonesa. Por desgracia, antes de su muerte, su política con la Federación de Rusia ha evitado la ejecución y las relaciones entre las dos naciones se mantuvo en estado de guerra. 
El 16 de agosto de 2006, las autoridades marítimas rusas mataron a un pescador japonés y capturaron un barco de pesca de cangrejos en las aguas alrededor de las islas Kuriles. El Ministerio de Asuntos Exteriores ruso ha afirmado que la muerte fue causada por "una bala perdida". 
El 28 de septiembre de 2006, el ministro de Asuntos Exteriores ruso Sergei Lavrov dijo que Rusia "seguiría el diálogo con el nuevo gobierno japonés. Construiremos nuestras relaciones, como los pueblos de los dos países quieren que ellos sean. El Ministro de Asuntos Exteriores Taro Aso permaneció en su puesto en el gobierno. Tenemos relaciones buenas, existentes desde hace mucho tiempo, actuaremos conforme al programa elaborado."
- Datos: Q1336877
- Multimedia: Relations of Japan and Russia / Q1336877